# Adolphe Terracher
Louis Adolphe Terracher (Vindelle, 16 de febrero de 1881 - Vichy, 2 de abril de 1955) fue un filólogo, profesor de lingüística y político francés.

## Biografía
Estudió en el Liceo de Poitiers y en la Escuela Normal Superior, siendo pensionado por la Fundación Thiers de 1904 a 1907. De 1907 a 1910 fue lector de la Universidad de Upsala; de 1910 a 1913 profesor de literatura francesa en la Universidad Johns Hopkins de Baltimore, en Estados Unidos; de 1913 a 1919 profesor de lengua francesa en la Universidad de Liverpool, y posteriormente catedrático de lengua francesa en la Universidad de Estrasburgo.

## Obras
- La chevalerie Vivien. (1909).
- La tradition manuscrite de la Chevalerie Vivien. (1912).
- Les aires morphologiques dans les parlers populaires de l'Angoumois. (1914, premio Volney por el Instituto de Francia).
- Histoire des sous français.
- Géographie linguistique: Histoire et philologie (París, 1925)